# مولتی‌سیم

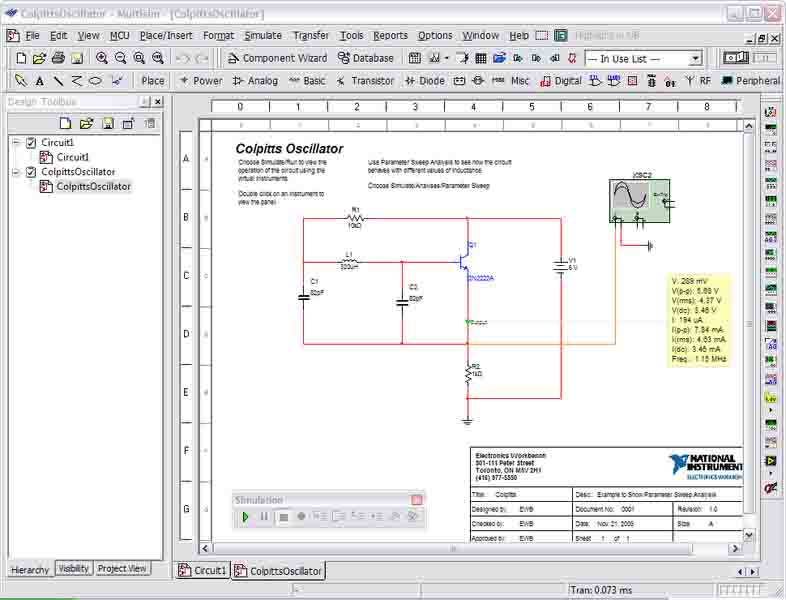
نمایی از نرم افزار مولتی سیم

مولتی سیم (به انگلیسی: NI Multisim) یک نرم‌افزار شبیه‌سازی الکترونیک و ثبت شمای الکترونیک است که جزو یک مجموعه برنامه‌های طراحی مدارات الکترونیکی به همراه نرم‌افزار NI Ultiboard است. مولتی‌سیم در اصل توسط شرکتی به نام الکترونیک وورک‌بنچ ساخته شد که در حال حاضر بخشی از شرکت National Instruments است.

مولتی‌سیم به صورت گسترده در دانشگاه‌ها و صنایع برای آموزش مدارها، طراحی شمای الکترونیک و شبیه‌سازی SPICE مورد استفاده قرار می‌گیرد.